# 张保童
张保童，元朝将领。
張孝忠祖父张札古带是拖雷的属臣，父亲張萬家奴是攻掠四川的将领。他的父亲张万家奴攻打缅国蒲甘王朝，战死，张保童率其军跟随云南王忽哥赤继续攻打缅国，入太公城，有功，袭任副都元帅。后来跟随出征至甘州山丹，也战死。其弟張孝忠。